# Сьерра-де-Гвадаррама (национальный парк)
Национальный парк Сьерра-де-Гвадаррама (исп. Parque nacional de la Sierra de Guadarrama) — национальный парк площадью более 33960 га в испанской провинции Сеговия и автономном сообществе Мадрид. Занимает юго-восток горной цепи Сьерра-де-Гвадаррама.
Образован 26 июня 2013 года законом 7/2013; хотя предложение о его создании впервые было высказано ещё в 1920-е годы, работы непосредственно по созданию резервата начались лишь в 2006 году.
Это пятнадцатый по времени создания и пятый по размеру из национальных парков Испании. Территория включает в себя 11 различных экосистем; в нём обитает более 1280 видов животных (олени, кабаны, иберийские волки, косули, лани, горные козлы, барсуки, горностаи, зайцы и так далее), из которых 13 находятся под угрозой уничтожения, 1500 видов растений; в парке представлено 45 % представителей испанской фауны и 18 % европейской.